# Карабалык
Карабалы́к  (каз. Қарабалық; до 17 июня 1997 года — Комсомолец) — посёлок городского типа, административный центр Карабалыкского района Костанайской области Казахстана. Административный центр и единственный населённый пункт Карабалыкской поселковой администрации. Код КАТО — 395030100.

## География
Посёлок расположен на реке Тогузак (бассейн Оби), в 10 км от железнодорожной станции Тогузак (на линии Троицк — Костанай), в 130 км к северо-западу от областного центра города Костанай.

## История
Посёлок появился как переселенческое село на месте казахского аула Утеп. Часть аула сохранилась до наших дней и находится в юго-восточной части нынешнего Карабалыка, практически на берегу реки Тогузак. 
В 1929 году на месте аула был организован Карабалыкский учебно-опытный зерносовхоз имени Голощёкина. В годы Великой Отечественной войны, 13 октября 1941 года было принято решение об эвакуации из подмосковного Егорьевска завода «Комсомолец» на центральную усадьбу Кустанайского зерносовхоза, в конце 1941 года первая его продукция — артиллерийское вооружение — пошла на фронт. После передислокации завода «Комсомолец» назад — в Егорьевск, на его базе образован механический завод (с 1945 года Тогузакский механический завод им. 25 лет Казахской ССР), а с 1942 года усадьба Кустанайского зерносовхоза получила название «Комсомолец» и статус рабочего посёлка. В 1956 году из Кустанайского совхоза была выделена Комсомольская птицефабрика. В 1963 году районный центр Карабалыкского района переносится в посёлок Комсомолец, а район переименовывается в Комсомольский.

## Население
В 1999 году население посёлка составляло 11 768 человек (5573 мужчины и 6195 женщин). По данным переписи 2009 года в посёлке проживало 11 080 человек (5336 мужчин и 5744 женщины).
По данным на 1 января 2019 года население посёлка составляло 11 372 человека (5563 мужчины и 5809 женщин).